# Костел Святої Анни (Бар)
Костел Святої Анни — культова споруда в місті Бар Вінницької області, збудована 1811 року. Є архітектурною та історичною пам'яткою і знаходиться за адресою: вулиця Святого Миколая, 12 у південній частина міста.

## Історія

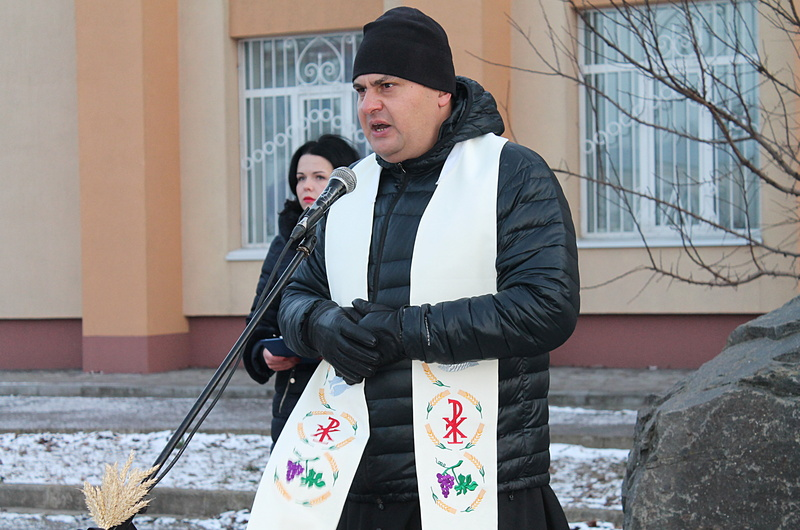
Роман Пархомцев

У 1550 році польська королева Бона Сфорца призначила матеріальне забезпечення барському парафіяльному костелові, однак храм з'явився в Барі лише під кінець XVI століття. За словами польського історика Антонія Ролле, на той час споруда костелу була дерев'яною, розміщувалася значно південніше від нинішнього костелу. Костел було освячено в ім'я Святого Миколая, покровителя італійського міста Барі, в одноіменному соборі якого похована сама королева Бона.
Пожежі двічі вщерть знищували не тільки дерев'яні приміщення, а й предмети церковного вжитку. У 1807 році після сумнозвісних подій Барської конфедерації та поділів Польщі з ініціативи тодішнього преора Барського домініканського монастиря отця Емерика Шатбея розпочалося будівництво мурованого костелу.
У 1811 році будівництво храму завершилось. В 1826 році єпископ Мацкевич освятив храм.
Наріжний камінь під нову добудову костелу в неоготичному стилі заклали 26 липня 1902 року на кошти парафіянки Пелагії Мілевської. Керував роботою архітектор Й. Томчук. У 1906 році храм освятили на честь святої Анни — покровительки Барської парафії. У 1995 року настоятелем костелу був призначений отець Микола Гуцал, завдяки його старанням було здійснено капітальну реставрацію. В 1996 році закінчено будівництво парафіяльного будинку. В 1999 році затверджено Статут парафіяльного відділу благодійної організації «КАРІТАС СПЕС».
Від 2010 р. настоятелем парафії призначено отця Романа Пархомцева.

## Галерея

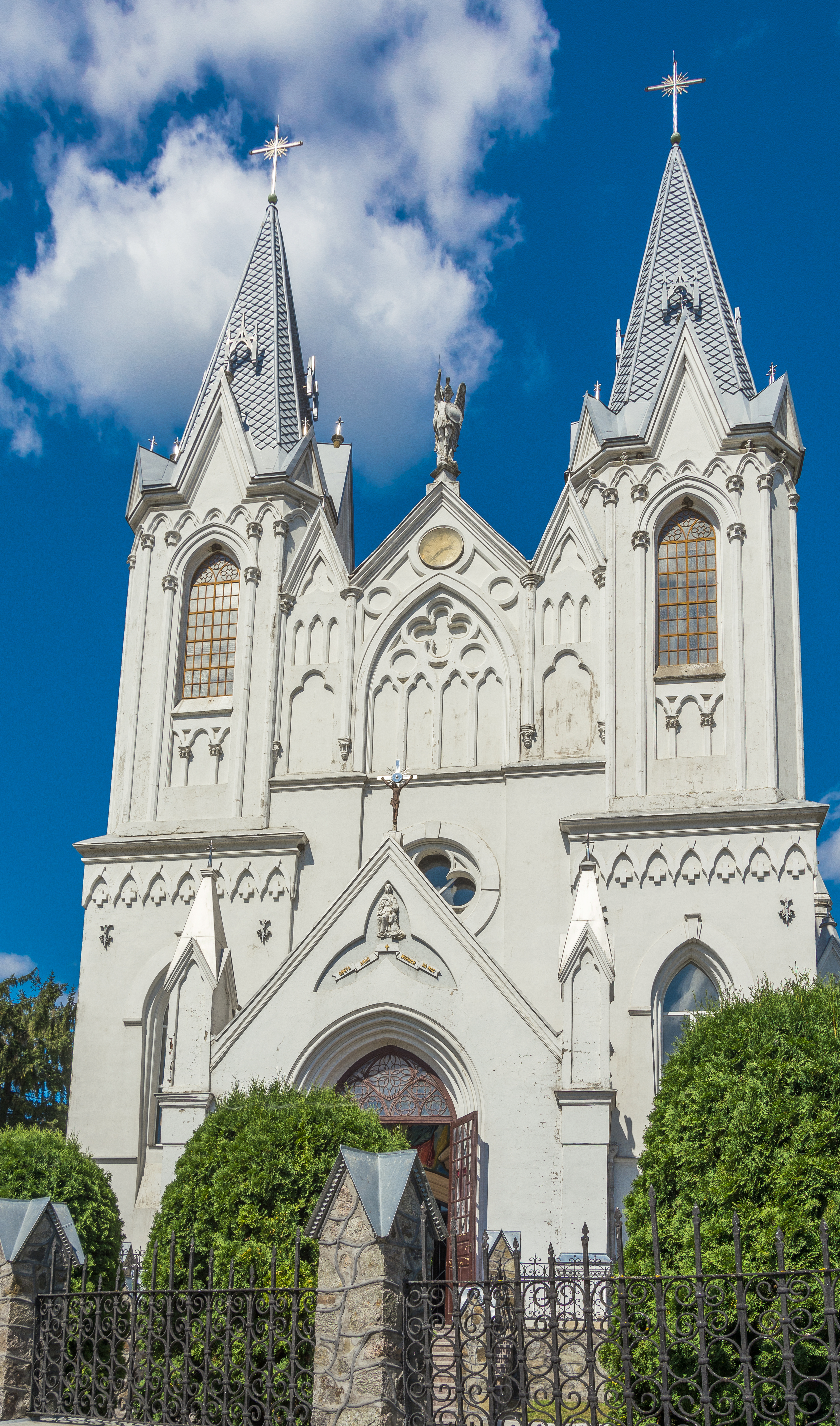
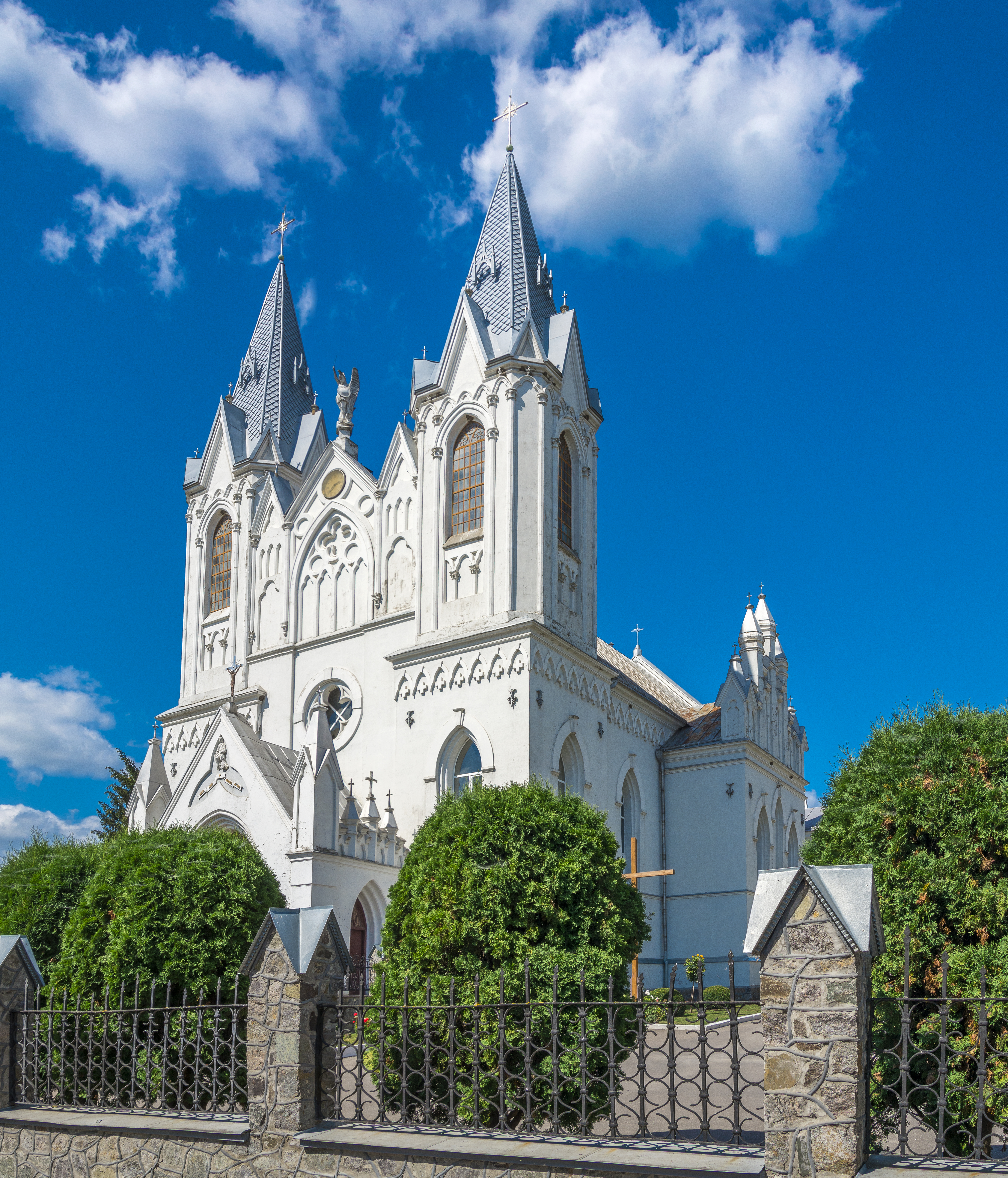
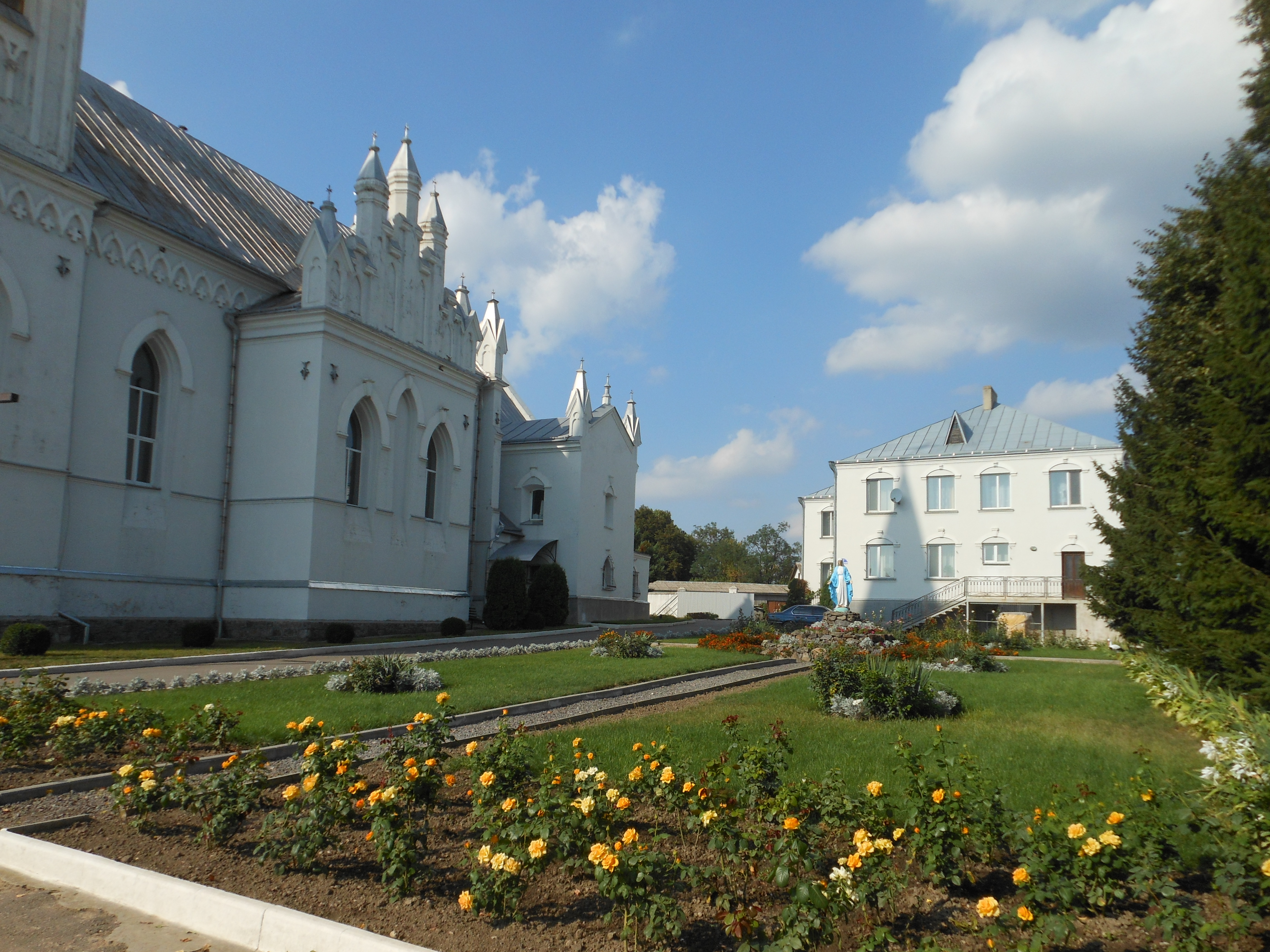
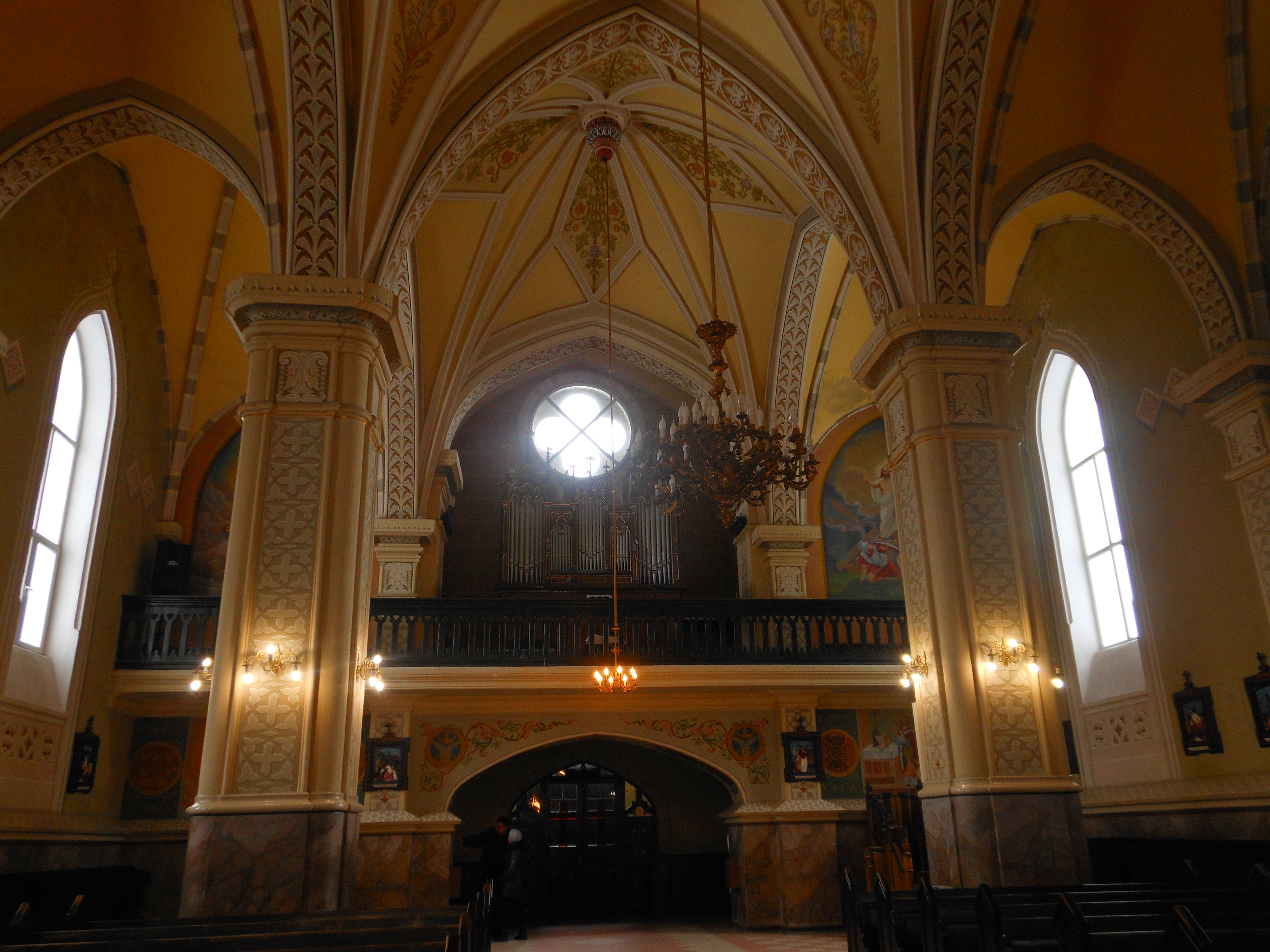
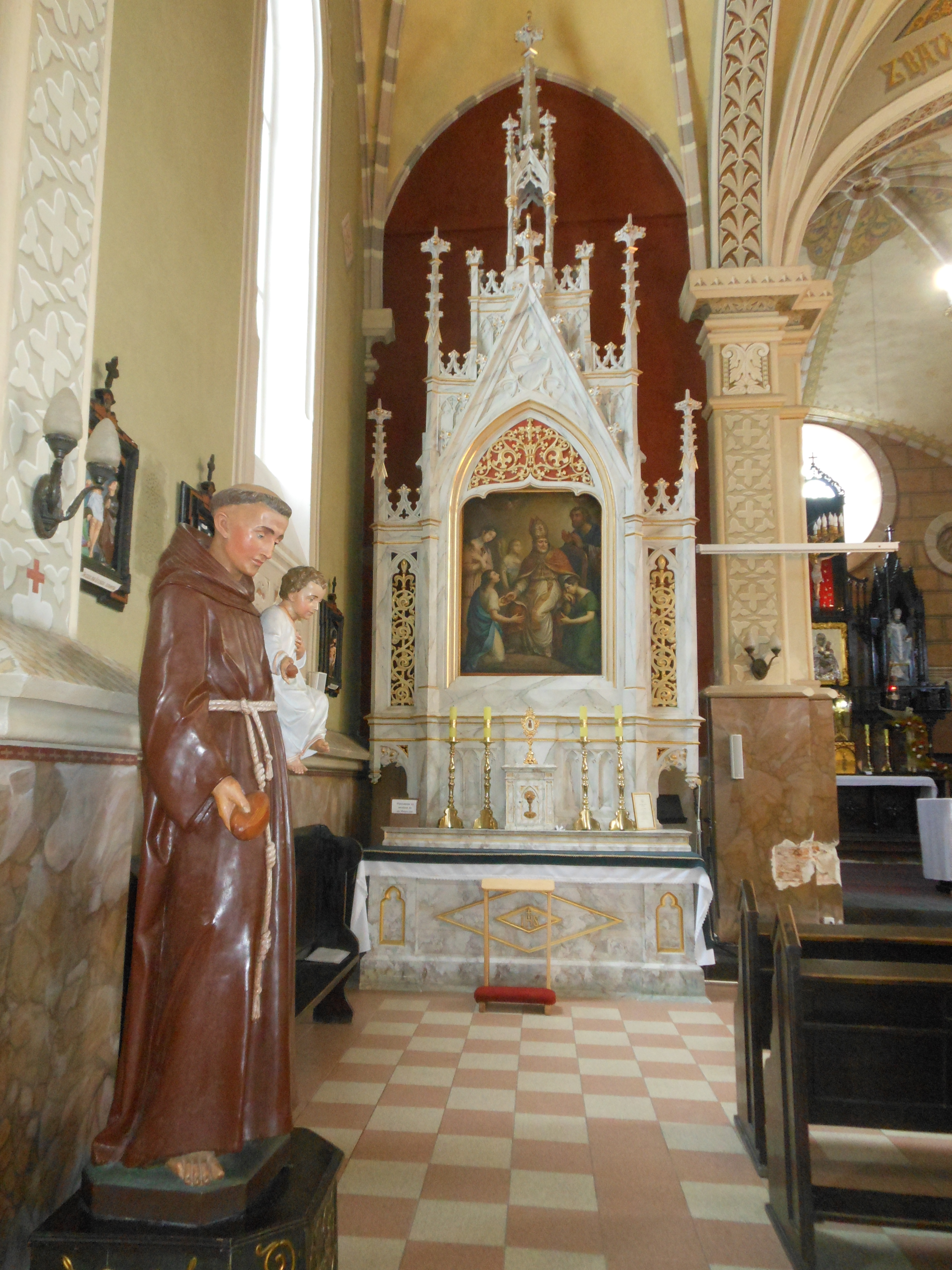